# Шакал смугастий
Шакал смугастий (Lupulella adusta) — вид шакала, що мешкає в центральній і південній Африці. На відміну від чепрачного шакала, мешканця відкритих рівнин, смугастий шакал мешкає в лісах і чагарниках.

## Опис
Смугастий шакал зовні нагадує чепрачного шакала, відрізняючись від нього ширшою та короткою мордою. Уздовж боків тіла проходять світлі смуги, які й дали назву виду — їх можна розглянути, тільки підійшовши до тварини близько. Колір спини смугастого шакала — сірувато-бурий, хвіст — темний з білим кінцем. З відстані смуги з боків невидні і зливаються в сіру пляму на боці. Самці помітно більші від самиць.
Маса тіла коливається від 6,5 до 14 кг, довжина голови з тулубом від 69 до 81 см і довжина хвоста від 30 до 41 см. Висота в холці може варіюватися від 35 до 50 см.
Ікла у смугастого шакал — найпотужніші з усіх шакалів. Пахучі залози розташовані на морді і в анальному області. Самиці мають чотири пахові соски.
Зубна формула:
| Зубна формула |
| ------------- |
| 3.1.4.2       |
| 3.1.4.3       |

## Живлення
У раціон смугастого шакала входять фрукти, дрібні ссавці (щурі) та комахи. Найбільша дичина, яку може вполювати шакал — заєць. На відміну від інших видів, смугасті шакали не їдять так багато падлиною, живлячись комахами і впольованою здобиччю. Таким чином, смугастого шакала можна віднести до всеїдних ссавців. Ще одна відмінність від родичів — це нічний спосіб життя.

## Розмноження
Сезон розмноження залежить від географічного поширення, вагітність триває 57-70 днів, у посліді 3-4 цуценя, які народжуються під час сезону дощів. У Південній Африці цей час припадає на період з серпня по січень, у Центральній Африці — з червня по липень.

## Поведінка
Своє лігво смугастий шакал влаштовує в термітниках, у разі їхньої відсутності самиця шакала сама риє нору. Перший час після народження дитинчат самець приносить їжу для самиці, що годує. Молочне вигодовування триває 8-10 тижнів, після чого самиця залишає потомство і йде полювати разом із самцем, вдвох вони приносять їжу дитинчатам. У разі небезпеки самиця змінює лігвище. Статевої зрілості шакали досягають у віці 6-8 місяців, в 11 місяців молодь залишає родину. Тривалість життя смугастих шакалів у природі становить 12 років.
Смугасті шакали моногамні і живуть парами. Їхнє життя недостатньо добре вивчене, оскільки вони більш таємничі, ніж звичайні і чепрачні шакали. Відомо, що за кожною парою смугастих шакалів закріплено велику мисливську ділянку, а в сімейній групі не буває більше шести осіб.